# Osiedle Słoneczne (Bełchatów)
Osiedle Słoneczne – jedno z osiedli w Bełchatowie. Osiedle położone jest w południowo-wschodniej części miasta. Graniczy z osiedlami Binków oraz Okrzei. Przez teren osiedla przebiega część ulicy Stefana Okrzei, która łączy się z ulicą Stanisława Staszica, stanowiącą wschodnią granicę osiedla.
Osiedle składa się z 15 bloków mieszkalnych wybudowanych przez Bełchatowską Spółdzielnię Mieszkaniową w roku 1990 oraz osiedla domków jednorodzinnych. Zachodnią granicę osiedla zamyka rzeka Rakówka.